# دانیال ایشدونات
دانیال ایشدونات (انگلیسی: Daniel Ischdonat؛ زادهٔ ۹ ژوئن ۱۹۷۶) بازیکن فوتبال اهل آلمان است.
از باشگاه‌هایی که در آن بازی کرده‌است می‌توان به باشگاه فوتبال بایر ۰۴ لورکوزن، باشگاه فوتبال اف‌اس‌وی فرانکفورت، باشگاه فوتبال اس‌وی زاندهاوزن، و باشگاه فوتبال ماینتس ۰۵ اشاره کرد.